# Лубумбаши
Лубумба́ши (фр. Lubumbashi, до 1966 года — Элизабетвиль или Елизаветвиль) — второй по величине город Демократической республики Конго, административный центр провинции Верхняя Катанга (с 1971 по 1997 годы провинция называлась Шаба). Население — 1 630 186 (в 1994 было 851 тыс.). Город расположен в 2290 км восточнее Киншасы.

## Этимология
Своё нынешнее название по соседней реке город получил в 1966 году, в соответствии с политикой президента Мобуту по возвращению к самобытным конголезским названиям. Название реки, в свою очередь, восходит к слову bumba, что означает «глина» на местном языке бемба и других родственных языках.

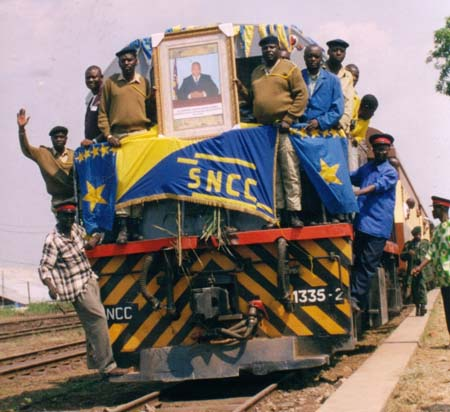
Первый поезд с пассажирами прибывает в г. Кинду по восстановленной железной дороге из Лубумбаши

## История
Присутствие бельгийских колонизаторов и предпринимателей (Union Minière du Haut Katanga) в регионе связано с разработкой месторождений меди и строительством железной дороги из Южной Африки. Железная дорога приблизилась к конголезской границе (со стороны нынешней Замбии) в 1908 году и 27 сентября 1910 года дошла до будущего города, а 1 октября — до соседней шахты «L’Etoile du Congo» («Звезда Конго»; ранее — Калукулуку). Соответственно, 1 сентября 1910 бельгийские колониальные власти объявили новый город, строившийся в это время на реке Лубумбаши, столицей провинции Катанга. Город был назван Элизабетвиль в честь Елизаветы Баварской, супруги недавно коронованного бельгийского короля Альберта I. Елизавета с Альбертом побывали в этих краях в 1909 года, за несколько месяцев перед кончиной короля Леопольда II, дяди Альберта, и восшествием Альберта на бельгийский престол.

## Транспорт
Лубумбаши — железнодорожный узел (хотя железные дороги находятся в плохом состоянии). Здесь есть международный аэропорт.

## Образование
В городе есть университет, протестантский университет, Центр по исследованию промышленного развития Центральной Африки, Центр по изучению и этнографии африканских языков.

## Экономика
В городе развиты медеплавильная, текстильная и химическая промышленности. Это центр добычи и выплавки меди.

## Климат
| Показатель                    | Янв. | Фев. | Март | Апр. | Май  | Июнь | Июль | Авг. | Сен. | Окт. | Нояб. | Дек. | Год  |
| ----------------------------- | ---- | ---- | ---- | ---- | ---- | ---- | ---- | ---- | ---- | ---- | ----- | ---- | ---- |
| Средний суточный максимум, °C | 27,1 | 27,2 | 27,3 | 27,5 | 26,8 | 25,4 | 25,6 | 27,9 | 31,0 | 32,2 | 29,4  | 27,2 | 27,9 |
| Средняя температура, °C       | 21,7 | 22,0 | 21,8 | 21,0 | 18,7 | 16,4 | 16,2 | 18,4 | 21,5 | 23,6 | 22,9  | 22,0 | 20,5 |
| Средний суточный минимум, °C  | 16,4 | 16,7 | 16,3 | 14,5 | 10,5 | 7,4  | 6,8  | 8,8  | 12,1 | 15,0 | 16,5  | 16,7 | 13,1 |
| Норма осадков, мм             | 251  | 260  | 198  | 52   | 4    | 1    | 0    | 0    | 3    | 38   | 164   | 269  | 1240 |
| Источник:                     |      |      |      |      |      |      |      |      |      |      |       |      |      |

## Известные люди
В 1939 году в городе родился будущий министр горнодобывающей промышленности ДР Конго Фредерик Кибасса Малиба.